# جوردي بويغ
جوردي بويغ (بالإسبانية: Jordi Puig Vicens)‏ (16 أبريل 1971 في إسبانيا - ) هو لاعب كرة سلة إسباني في مركز الهجوم خلفي.

## وصلات خارجية
- جوردي بويغ على موقع بروبوليرز (الإنجليزية)
- جوردي بويغ على موقع سبورتس رفرنس (الإنجليزية)